# اسبمرد
اسبمرد یکی از روستاهای استان قزوین در ۴۲ کیلومتری شمال استان است. اسبمردی‌ها به مراغی که از گویش‌های زبان تاتی است، صحبت می‌کنند.
این روستا از نظر آب و هوایی، سرد کوهستانی می‌باشد.
محصولات عمده این روستا گردو و گیلاس و انگور و آلبالو می‌باشد اما درخت‌های فندق، سیب، توت، سیاه توت و زالزالک و ... هم به مقدار زیاد در آن یافت می‌شود.
این روستا در فصل بهار آب و هوای کاملاً معتدل و بارانی دارد.
موقعیت این روستا از شرق به روستای سوته کش و غرب روستای کش آباد از شمال روستای بولکان و از جنوب روستای الولک می باشد. و تفرج گاه مردم در فصل بهار و تابستان می‌باشد.